# Liskovica
Liskovica (en serbe cyrillique : Лисковица) est un village de Bosnie-Herzégovine. Il est situé dans la municipalité de Mrkonjić Grad et dans la république serbe de Bosnie. Selon les premiers résultats du recensement bosnien de 2013, il compte 45 habitants.

## Démographie

### Évolution historique de la population dans la localité
| 1948 | 1953 | 1961 | 1971  | 1981  | 1991   | 2013 |
| ---- | ---- | ---- | ----- | ----- | ------ | ---- |
| -    | -    | -    | 1 093 | 1 144 | 1 067, | 45   |

|  |